# Liste des monuments historiques d'Anvers/Luchtbal-Rozemaai-Schoonbroek
Cette page regroupe l'ensemble des monuments classés des quartiers de Luchtbal, Rozemaai et Schoonbroek  dans la ville d'Anvers.

## Monuments
| Objet                                        | Statut du classement? | Année de construction/architecte | Section communale | Adresse         | Coordonnées                      | Numéro d'inventaire | Illustration                 |
| -------------------------------------------- | --------------------- | -------------------------------- | ----------------- | --------------- | -------------------------------- | ------------------- | ---------------------------- |
| (nl) Sint-Laurentiuskerk met beschermd orgel | Oui                   |                                  | Anvers            | Schoonbroek     | 51° 16′ 46″ nord, 4° 24′ 36″ est | 200914              | Téléverser                   |
| (nl) Scholencomplex Luchtbal                 | Oui                   |                                  | Anvers            | Quebecstraat 3  |                                  | 206838              | (nl) Scholencomplex Luchtbal |
| (nl) Kazerne S.B. Housmans                   |                       |                                  | Anvers            | Noorderlaan 500 |                                  | 213829              | Téléverser                   |

## Ensembles architecturaux
| Objet         | Statut du classement? | Année de construction/architecte | Section communale | Adresse | Coordonnées | Numéro d'inventaire | Illustration |
| ------------- | --------------------- | -------------------------------- | ----------------- | --- | ----------- | ------------------- | ------------ |
| (nl) Luchtbal |                       |                                  | Anvers            | Argentiniëlaan 1-20, 49-49C, 50, 51 en 60-73 Baltimorestraat 28-60 en 29-53 Belfaststraat 1-23, 39-45 en 2A-34 Bostonstraat 1-31 en 2-56 Bristolstraat 1-41 en 2-32 Brooklynstraat 1-27 en 2-24 Canadalaan 103-113, 201-247, 130-176, 218-252 en 258-286 Cardiffstraat 1-21 en 2-40 Chicagostraat 2-34 Columbiastraat 171-217, 4-8 en 110-112 Doctor Decrolystraat 2 Dublinstraat 1-3, 17-27, 2-16 en 26-52 Generaal Simondslaan 1 en 2-28 Glasgowstraat 1-59 en 2-40 Grimsbystraat 2-30 en 9-27 Groenendaallaan 230-388 Havanastraat 2-12 Hondurasstraat 1-11 en 2-12 Liverpoollaan 1-57 en 2-16 Manchesterlaan 1-9 en 25-51 Montrealstraat 1-11 en 2-6 Noorderlaan 108, 120 en 200-232 Perustraat 4-8 Philadelphiastraat 1-43 en 2-44 Quebecstraat 1-3 Santiagostraat 2 en 21-35 Tampicoplein 2-16 Venezuelastraat 1-5 en 2-6 |             | 22126               | Téléverser   |